# Tombé du ciel (mini-série)
Pour les articles homonymes, voir Tombé du ciel.
Tombé du ciel est une mini-série française en huit épisodes de cinquante minutes, créée par Claude Scasso, réalisée par Stéphane Kappes et diffusée entre le 9 et le 30 décembre 2006 sur France 3.

## Synopsis
Cette mini-série met en scène Chloé et Patrick, un couple ayant fait une demande d'adoption cinq ans plus tôt. Alors qu'ils sont en pleine rupture, les services sociaux leur annoncent que leur dossier a été accepté et qu'un enfant va leur être confié...

## Distribution
- Chloé Lambert : Chloé
- Alexandre Brasseur : Patrick
- François Vincentelli : Frédéric
- Philippe Lelièvre : Philippe
- Andréa Ferréol : Rosa
- Gérard Rinaldi : Joseph

## Épisodes
1. Notre couple
2. Notre choix
3. Nos secrets
4. Notre enfant
5. Nos familles
6. Nos origines
7. Notre Noël
8. Nous trois